# تشارلز تيغارت
تشارلز تيجارت (بالإنجليزية: Charles Tegart)‏ (1881 في ديري - 6 أبريل 1946) ضابط شرطة، وقاضي صلح من الراج البريطاني.

## الإنتداب البريطاني على فلسطين
عينته السلطات البريطانية في منطقة الانتداب البريطاني على فلسطين، في خضم الثورة العربية في فلسطين. وأشار على حكومة الانتداب ببناء مراكز وحصون للشرطة العسكرية عُرفت بقلاع تيغارت، كما نصح ببناء سياج حدودي على طول الحدود الشمالية لفلسطين للسيطرة على حركة المتمردين والبضائع والأسلحة. نُفذ السياج وعُرف بجدار تيغارت. كما كان تيغارت هو العقل المدبر وراء إنشاء مراكز التحقيق العربية في فلسطين، وكانت هذه المراكز مخصصة لاستجواب المتمردين العرب المشتبه بهم، وكان التعذيب يُستخدم بشكل متكرر أثناء الاستجواب.

## الجوائز
- نيشان الإمبراطورية الهندية من رتبة فارس قائد.